# Мочульский, Виктор Иванович
Ви́ктор Ива́нович Мочу́льский (11 апреля 1810, Иваново, Кобринский уезд Гродненской губернии— 5 июня 1871, Москва) — русский энтомолог, офицер и разведчик Генштаба. Он описал много новых видов насекомых, преимущественно российской фауны и, в первую очередь, жужелиц, считается знаменитым колеоптерологом.

## Биография
Из семьи военного. Окончил Главное инженерное училище. Участвовал в подавлении Польского восстания 1830-1831 годов.
Член Общества испытателей природы в Москве. Печатал свои исследования большей частью в изданиях этого общества и Петербургской академии наук.
Автор сводок по жукам и вредителям сельского хозяйства. Его коллекция насекомых, собранная в Сибири, Египте, Северной и Центральной Америке составила фонды Зоологического музея Московского университета.

## Экспедиции
- 1836 — Франция, Швейцария, Альпы, северная Италия и Австрия
- 1839—1840 — Кавказ, Астрахань, Казань и Сибирь
- 1847 — Киргизия
- 1850—1851 — Германия, Австрия, Египет, Индия, Франция, Англия, Бельгия и Далмация
- 1853 — США, Панама, Гамбург, Киль и Копенгаген
- 1853 — Германия, Швейцария и Австрия

## Труды
В «Русском биографическом словаре» 1916 года перечисляются его главные труды: «Études entomologiques» (Гельсингф., 1852—1862), «Hydrocanthares de la Russie» (Гельсингф., 1853), «О вредных и полезных насекомых» (кн. I, Санкт-Петербург, 1856), «Genres et especes d’insectes, publ. dans differ. ouvrages» (доп. к VI т. «Horae Soc. Entomolog.Ross.», 1869—1870; там же список журнальных статей Владимира Ивановича).

## Отзывы
А вот что говорится о Викторе Ивановиче на мемориальной странице, отведённой ему на одном из энтомологических сайтов в США:

Мочульский — один из самых известных российских энтомологов. Он изучил и описал множество жуков из Сибири, Аляски, Калифорнии, Европы, и Азии. Он имел армейское звание полковника, и много путешествовал, энергично собирая коллекцию всюду, где побывал. Он совершил несколько путешествий по всей Европе, а также в Сибири, Индии, Египте и Соединенных Штатах. Он заразился жёлтой лихорадкой в Новом Орлеане, Луизиана и хворал в течение нескольких недель. У него было 45 опубликованных работ. Его большая коллекция хранится в Императорском Музее в Москве.
Оригинальный текст (англ.)
Motschulsky is one of the most famous Russian entomologists. He studied and described many beetles from Siberia, Alaska, California, Europe, and Asia. He attained the rank of colonel in the army, and he traveled extensively collecting everywhere he went. He made several major trips throughout Europe as well as to Siberia, India, Egypt, and the United States. He was afflicted with yellow fever for several weeks while in New Orleans, Louisiana. He had 45 published works. His large collection is deposited at the Imperial Museum of Moscow.

## Коллекции
Богатейшие коллекции Мочульского в настоящее время находятся в крупнейших музеях России: в Московском государственном университете, Зоологическом музее в Санкт-Петербурге, а также в Музее естествознания в Берлине и Немецком энтомологическом институте.

## Автор новых таксонов
Среди описанных новых таксонов:
- Podura infernalis  Motschulski, 1850 — Подуры, Collembola.